# Lobster roll
Il lobster roll o lobster salad roll è un panino tradizionale della Nuova Inghilterra e del Maine, negli Stati Uniti d'America, e del Canada atlantico. Si prepara farcendo un panino al latte (bun) con astice, burro, sale, pepe e succo di limone. Esistono alcune varianti del panino con la maionese al posto del burro e altre dove presenta il sedano o lo scalogno. Il lobster roll è tipicamente servito con le patate fritte.

## Storia
I lobster roll hanno come antecedente i pasti che marinai, carpentieri e pescatori portoghesi preparavano imbottendo dei panini con degli astici.
Il lobster roll propriamente detto risulta invece ideato almeno nel 1929 presso il ristorante Perry's di Milford, nel Connecticut. Essendo particolarmente diffusi nei territori del Nord America affacciati sull'Atlantico, gli astici devennero un ingrediente tipico di varie specialità della cucina della Nuova Inghilterra tra cui il lobster roll. Il panino divenne una specialità della Nuova Inghilterra nel 1951 e divenne di moda in tale stato negli anni sessanta con l'accrescere del turismo; tornò in voga negli anni novanta.
I lobster roll sono oggi diffusi in varie parti del Nord America e vengono serviti in vari festival dedicati al pescato. Ad essi sono dedicati interi ricettari.